# Michaël (bande dessinée)
Michaël est une série de bande dessinée franco-belge créée en 1967 par José Ramón Larraz, sous le pseudonyme de Daubeney, dans le no 1535 du journal Spirou. Selon Thierry Lecloux et Philippe Capart, il s'agit d'une des créations « les plus attachantes » de Larraz, qui se distingue des autres séries publiées alors dans Spirou par son « ton » : « une approche poétique du récit d'aventure, des préoccupations écologiques, une sensualité larvée, un regard sensible porté sur les hommes et les animaux, une vision différente de l'Afrique noire, loin des poncifs du cinéma colonial. » « De toutes mes bandes dessinées, affirmera Larraz, Michaël est ma préférée ; ce petit enfant de quatre ans était directement inspiré par mon fils. À l'époque, un zoo m'avait offert un lionceau dont je me suis également inspiré pour cette BD. [...] Je me suis également inspiré de Marlon Brando pour un des personnages. »

## Publication

### Revues
- Un paradis pour Michaël est publiée pour la première fois du no 1535 au no 1560 et du no 1578 au no 1596 du journal Spirou.
- Noël en brousse est publiée pour la première fois au no 1601 du journal Spirou.
- Mon ami l'okapi est publiée pour la première fois du no 1743 au no 1762 du journal Spirou.
- L'Esprit de Tambo est publiée pour la première fois du no 1613 au no 1630 du journal Spirou.